# Иваса, Аюму
Аюму Иваса (яп. 岩佐 歩夢, род. 22 сентября 2001, Моригути, Осака, Япония) — японский автогонщик. В сезоне 2024 года выступает в Супер-Формуле за команду Team Mugen. Ранее он выступал в Формуле-2 за команду DAMS. Иваса является членом Red Bull Junior Team и чемпионом Французской Формулы-4.

## Карьера

### Картинг
Иваса начал заниматься картингом в Японии в 2005 году, а в 2014 году начал участвовать в гонках. Некоторые из его лучших гонок включали победу в чемпионате Suzuka Karting Championship 2014 года в классе Yamaha SS и победу в чемпионате Suzuka Karting Championship в классе x-30. За свою карьеру в картинге Иваса также участвовал в чемпионате JAF по картингу среди юниоров FP в классе юниоров.

### Формула-4
Иваса дебютировал в Японской Формуле-4 в сезоне 2017 года и участвовал в двух гонках за команду B-Max Racing, заняв 15-е место в каждой. В том же году он участвовал в двух гонках Азиатской Формулы-Рено, заняв поул-позицию в обеих гонках и финишировал вторым. В сезоне 2018 года Иваса ещё раз выступил в качестве гостя в Японской Формуле-4, выступая за Rn-Sports и набрав очки в первой гонке. В сезоне 2018 года Иваса занял третье место в финальном этапе серии JAF Формулы-4 Suzuka.
В 2020 году он стал юниором Honda. Иваса завершил самый успешный сезон и доминировал во Французской Формуле-4 в сезоне 2020 года, заработав пять поул-позиций, девять побед и в общей сложности 15 подиумов.

### Азиатский чемпионат Формулы-3
В начале 2021 года Иваса участвовал в Азиатском чемпионате Формулы-3. Его товарищами по команде были Рой Ниссани, Роман Станек и Рис Усидзима. В первой гонке четвёртого этапа на автодроме Дубай Иваса завоевал свой единственный подиум в сезоне, заняв восьмое место в чемпионате.

### Формула-3
В сезоне 2021 года Иваса дебютировал в Формуле-3, выступая за команду Hitech Grand Prix,  его напарниками стали Роман Станек и его коллега по команде Red Bull Junior Джек Кроуфорд. В первой гонке на Хунгароринге Иваса финишировал вторым после Лоренцо Коломбо. После того, как итальянский гонщик был оштрафован за нарушение правил автомобиля безопасности, победа досталась Ивасе. На гонке в Зандворте он завоевал свой второй подиум в Формуле-3, заняв третье место после Артура Леклера и Логана Сарджента в первой гонке. Он закончил сезон 12-м в личном зачёте и четвёртым среди новичков в серии. Иваса также обогнал двух своих напарников по команде в личном зачёте.

### Формула-2
Иваса участвовал в постсезонных тестах Формулы-2 на трассе Яс Марина за команду DAMS. 14 января 2022 года было объявлено, что Иваса будет выступать в сезоне Формулы-2 2022 года за команду DAMS. С одной победой в гонке и двумя поул-позициями он занял пятое место в личном зачёте.
В сезоне 2023 года снова выступал за DAMS в Формуле-2.

### Формула-1
В начале 2021 года Иваса был официально назначен гонщиком Red Bull Junior Team.
Дебютировал в Гран-при Японии 2024 года, приняв участие в первой свободной тренировке в качестве третьего «пятничного» гонщика, заменив Даниэля Риккардо.

## Результаты выступлений

### Формула-1
| Легенда к таблице |                                                                    |
| --- | ------------------------------------------------------------------ |
| В таблице перечислены результаты всех Гран-при Формулы-1, в которых принимал участие гонщик. Строками таблицы являются сезоны, столбцами — этапы чемпионата мира. В каждой клетке указаны сокращённое название этапа и результат, дополнительно обозначенный цветом. Расшифровка обозначений и цветов представлена в нижеследующей таблице. |                                                                    |
| \| Пример \| Описание \| \| ------------ \| ------------------------------------------------------------------ \| \| 1 \| Победитель \| \| 2 \| Второе место \| \| 3 \| Третье место \| \| 5 \| Финишировал, заработав очки \| \| Сход \| Не финишировал, но при этом заработал очки \| \| 12 \| Финишировал, не получив очков \| \| НКЛ \| Финишировал, но не попал в финальную классификацию \| \| 15 \| Участвовал вне зачёта, либо по отдельной классификации \| \| 18 \| Не финишировал, но попал в финальную классификацию \| \| Сход \| Не финишировал \| \| НКВ \| Не прошёл квалификацию \| \| НПКВ \| Не прошёл предквалификацию \| \| ДСК \| Дисквалифицирован \| \| ИСК \| Исключён из протокола соревнований \| \| ТТ \| Заявлен для участия только в тренировках \| \| НС \| Участвовал в квалификации, но не стартовал в гонке \| \| Т \| Травмирован или болен \| \| ОТК \| Отказ от участия \| \| НТР \| Прибыл на соревнования, но на трассу не выезжал \| \| НПР \| Был заявлен в числе участников, но не прибыл к началу соревнований \| \| О \| Соревнования отменены \| \| \| Не участвовал \| \| Поул-позиция \| \| \| Быстрый круг \| \| |                                                                    |
| Пример | Описание                                                           |
| 1 | Победитель                                                         |
| 2 | Второе место                                                       |
| 3 | Третье место                                                       |
| 5 | Финишировал, заработав очки                                        |
| Сход | Не финишировал, но при этом заработал очки                         |
| 12 | Финишировал, не получив очков                                      |
| НКЛ | Финишировал, но не попал в финальную классификацию                 |
| 15 | Участвовал вне зачёта, либо по отдельной классификации             |
| 18 | Не финишировал, но попал в финальную классификацию                 |
| Сход | Не финишировал                                                     |
| НКВ | Не прошёл квалификацию                                             |
| НПКВ | Не прошёл предквалификацию                                         |
| ДСК | Дисквалифицирован                                                  |
| ИСК | Исключён из протокола соревнований                                 |
| ТТ | Заявлен для участия только в тренировках                           |
| НС | Участвовал в квалификации, но не стартовал в гонке                 |
| Т | Травмирован или болен                                              |
| ОТК | Отказ от участия                                                   |
| НТР | Прибыл на соревнования, но на трассу не выезжал                    |
| НПР | Был заявлен в числе участников, но не прибыл к началу соревнований |
| О | Соревнования отменены                                              |
| | Не участвовал                                                      |
| Поул-позиция |                                                                    |
| Быстрый круг |                                                                    |

| Сезон | Команда                  | Шасси         | Двигатель                    | Ш | 1   | 2   | 3   | 4        | 5   | 6   | 7   | 8   | 9   | 10  | 11  | 12  | 13  | 14  | 15  | 16  | 17  | 18  | 19  | 20  | 21  | 22  | 23  | 24       | Место | Очки |
| ----- | ------------------------ | ------------- | ---------------------------- | - | --- | --- | --- | -------- | --- | --- | --- | --- | --- | --- | --- | --- | --- | --- | --- | --- | --- | --- | --- | --- | --- | --- | --- | -------- | ----- | ---- |
| 2024  | Visa Cash App RB F1 Team | RB VCARB 01   | Honda RBPT RBPTH002 1,6 V6 Т | P | БАХ | САУ | АВС | ЯПО тест | КИТ | МАЙ | ЭМИ | МОН | КАН | ИСП | АВТ | ВЕЛ | ВЕН | БЕЛ | НИД | ИТА | АЗЕ | СИН | США | МЕХ | САП | ЛАС | КАТ | АБУ тест | —     | —    |
| 2025  | Oracle Red Bull Racing   | Red Bull RB21 | Honda RBPT RBPTH003 1,6 V6 Т | P | АВС | КИТ | ЯПО | БАХ тест | САУ | МАЙ | ЭМИ | МОН | ИСП | КАН | АВТ | ВЕЛ | БЕЛ | ВЕН | НИД | ИТА | АЗЕ | СИН | США | МЕХ | САП | ЛАС | КАТ | АБУ      | —     | —    |